# El Tiempo (Colombia)
El Tiempo è un quotidiano colombiano, al 2004 il primo per diffusione nella nazione. Fondato nel 1911 da Alfonso Villegas Restrepo, nel 1913 venne acquistato da Eduardo Santos: nel 2007, dopo che per lungo tempo i principali azionisti sono stati i membri della famiglia Santos, il Grupo Planeta è diventato l'azionista di maggioranza. Il sito ufficiale è, inoltre, il più visitato del paese. Fa parte del Grupo de Diarios América, un'organizzazione che conta undici membri tra i maggiori quotidiani in undici paesi dell'America Latina.

## Storia
Diversi membri della famiglia Santos hanno partecipato alla politica colombiana, tra cui Eduardo Santos, presidente della repubblica dal 1938 al 1942, nonché Francisco Santos Calderón e Juan Manuel Santos, membri del governo Uribe. Dal 2001 al 2008 è stato l'unico quotidiano a diffusione nazionale, dato che il principale rivale, El Espectador, si era convertito a settimanale a causa di problemi economici. Questo periodo di monopolio è però terminato l'11 maggio 2008 con il ritorno dell'edizione giornaliera de El Espectador.

## Edizioni locali

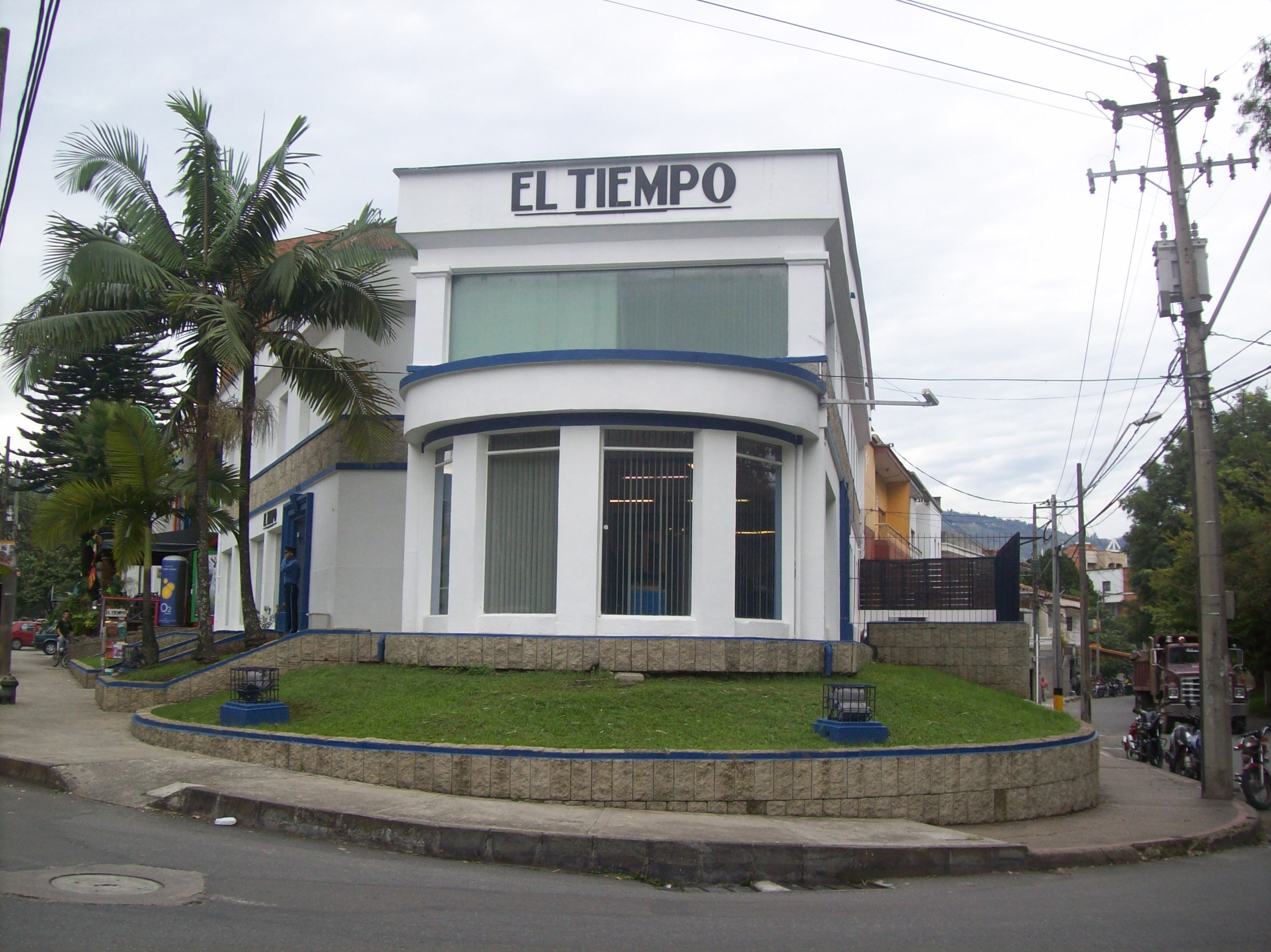
Una sede di El Tiempo a Medellín

El Tiempo è pubblicato in sei edizioni locali:
- Bogotà
- Caribe (Barranquilla, Cartagena, Santa Marta, Sincelejo, Riohacha e Valledupar)
- Medellín
- Café (Pereira, Manizales, Armenia)
- Cali (Cali, Popayán, Pasto)
- Región, per gli altri dipartimenti.

## Inserti e supplementi
Le domeniche vengono inserite diverse sezioni; ad esempio, per un periodo di tre anni veniva pubblicata una selezione di articoli del The New York Times, tradotti in spagnolo; nel 2008, però, questa sezione è stata cancellata.

### Sezioni
- Aventuras: vignette comiche. (quotidiana)
- Carrusel: rivista d'intrattenimento. (cadenza quindicinale, venerdì)
- Elenco: rivista d'intrattenimento. (cadenza quindicinale, giovedì)
- Eskpe: intrattenimento e attualità. (cadenza settimanale, venerdì)
- Habitar: rivista riguardante abitazioni (Mensual y solo para suscriptores)
- Lecturas del fin de semana (precedentemente denominata Lecturas dominicales): sezione culturale. (cadenza settimanale, sabato)
- Lunes Deportivo: sport. (cadenza settimanale, lunedì)
- Revista Motor: rivista riguardante il mondo dei motori (cadenza quindicinale, mercoledì).
- Domingo a domingo: rivista con analisi approfondite sull'attualità. (cadenza settimanale, domenica)
- UN Periódico: legato all'Universidad Nacional de Colombia. (cadenza trisettimanale, domenica, solo per abbonati).